# Liste der Baudenkmäler in Coburg/B
Dieser Teil der Liste der Denkmäler in Coburg beschreibt die denkmalgeschützten Objekte in folgenden Coburger Straßen und Plätzen:
- Badergasse
- Bahnhofsplatz
- Bahnhofstraße
- Bamberger Straße
- Baumschulenweg
- Bergstraße
- Blumenstraße

## Badergasse
| Adresse Bezeichnung Akten-Nr.                                                     | Beschreibung | Foto |
| --------------------------------------------------------------------------------- | --- | ---- |
| Badergasse (Lage)                                                                 | Die von der Mohrenstraße zum Lohgraben führende Badergasse wurde mit diesem Namen 1519 erstmals erwähnt. Namensgeber war die Baderstube (1453 entstanden) im Haus Nr. 11. Der nördliche Teil der Badergasse folgte dem Hahnfluss, der 1968 verrohrt wurde. Dort stand die 1317 ersterwähnte Stadtmühle (auch Teyn-, Quickers- oder Stücklesbrotmühle genannt) |      |
| Badergasse 5 (Standort) Handwerkerhaus D-4-63-000-29                              | Eigentümer des Anwesens sind schon im 16. Jahrhundert belegt. Das heutige Aussehen geht wohl auf den Zirkelschmied Elis Fahrenberger zurück, der 1703 das Wohnhaus und eine Werkstatt umbauen und sanieren ließ. 1705 erwarb der Tuchmacher Friedrich Michel „das alte Haus mit zwei Stock, zwei Kammern und Keller“. In der Mitte des 19. Jahrhunderts wurde das Handwerkerhaus aufgestockt. Der heute dreigeschossige Traufseitbau besitzt einen Gewölbekeller, ein massives Erdgeschoss und Fachwerkkonstruktionen in den Obergeschossen. Die verputzte Fachwerkfassade wurde 1953 freigelegt. Auf der linken Seite befindet sich der Hauseingang, der mit einem Flur und einer Wendeltreppe das Haus erschließt. Eine umfangreiche Instandsetzung mit Abbruch und Neueinbau von Innenwänden und Ersatz des eingeschossigen Werkstattrückgebäudes durch einen neuen Anbau fand 2004 statt. |      |
| Badergasse 7 (Standort) ehem. Kino Central, Wohn- und Geschäftshaus D-4-63-000-30 | Das neuklassizistisch gestaltete Wohn- und Geschäftshaus wurde 1730 als Haus mit drei Stockwerken, zwei Stuben und einem Keller beschrieben. Erstmals ist das Grundstück im Jahre 1481 als Ratslehen belegt. 1863 erweiterte der Architekt Julius Martinet im Auftrag des Kaufmanns Burkhard Scherzer das Wohnhaus zu beiden Seiten um zwei Fensterachsen und nach hinten. 1899 erwarb der Hotelier Julius Sander das Anwesen und führte dort Sander's Hotel und Restaurant. 1911 folgte die aktuelle Fassadengestaltung. 1929 wurde aus dem Erdgeschoss die Gastwirtschaft Zentralhalle und 1948 kam das Kino Central hinzu, das 1978 zugunsten eines Ladengeschäftes aufgegeben wurde. Das traufständige, dreigeschossige Wohn- und Geschäftshaus besitzt im Dachgeschoss ein zweiachsiges Zwerchhaus. Die verputzte Fassade ist durch ein durchlaufendes Konsolbankgesims oberhalb des Erdgeschosses gegliedert. Die beiden äußeren Fenster sind als Paare ausgebildet und im ersten Obergeschoss durch Dreiecksgiebel überdacht. |      |
| Badergasse 11 (Standort) Badehaus D-4-63-000-31                                   | Das Eckhaus besitzt zwei Gebäudeflügel. Den älteren und niedrigeren Nordflügel errichtete die Stadt Coburg im Jahre 1453 am Hahnfluss als Badstube vor dem Spitaltor. Bis 1907 wurde die Steinweger Badstube betrieben. In dem zweigeschossigen Satteldachbau sind noch die ursprünglichen Kreuzgratgewölbe und der alte Steinplattenboden erhalten. Auf der massiven Fassade des Erdgeschosses steht die verputzte Fachwerkkonstruktion des Obergeschosses aus dem 17. Jahrhundert. Im Zuge des Dachausbaus zu Wohnzwecken wurden 1880 vier Gauben eingebaut. 1977 kam es zum Umbau des Erdgeschosses zu einer Gaststätte. Der jüngere Südflügel, das Haupthaus, stammt aus dem 18. oder 19. Jahrhundert. Das dreigeschossige Gebäude ist durch ein Mansarddach gekennzeichnet. Bandgesime und Fenster in Zweier- und Dreiergruppen auf der Traufseite gliedern die Fassade. |      |

## Bahnhofsplatz
| Adresse Bezeichnung Akten-Nr.                                    | Beschreibung | Foto |
| ---------------------------------------------------------------- | --- | ---- |
| Bahnhofsplatz (Lage)                                             | Der Platz vor dem Coburger Bahnhof entstand 1858 mit Eröffnung der Werrabahn und bestand zunächst aus dem westlichen Ende der Bahnhofstraße. 1867 entstanden gegenüber dem Bahnhofsgebäude rechts und links der Bahnhofstraße zwei große Hotels, Hotel Excelsior (1967 abgerissen zugunsten eines Versicherungs-Verwaltungsgebäudes) und das Hotel Reichsgraf (genannt „Zwiebel“). Die postalische Bezeichnung Bahnhofsplatz gibt es erst seit 1995 und ist deshalb in älteren Schriften und Plänen nicht existent. |      |
| Bahnhofsplatz 2 (Standort) ehem. Hotel Reichsgraf D-4-63-000-857 | Das ehemalige Hotel Reichsgraf gegenüber dem Bahnhof baute 1867 Jacob Lindner zunächst, dem Pendant zum Bahnhofshotel auf der anderen Straßenseite angepasst, als neugotische Villa, die bis 1904 von Friedrich Graf von und zu Ortenburg, der auf Schloss Tambach wohnte, als Stadtwohnung genutzt wurde. 1905 begann die Umgestaltung zu einem repräsentativen Hotelbau im Jugendstil durch Paul Schaarschmidt und 1911 die Aufstockung des angrenzenden Saalbaus auf Traufenhöhe. In beiden Weltkriegen wurde das Hotel als Lazarett benutzt, was der reichen Jugendstilausstattung abträglich war. |      |
| Bahnhofsplatz 4/6 (Standort) Doppelhaus D-4-63-000-858           | Das villenartige Doppelwohnhaus im neuklassizistischen Stil wurde 1865 für den Taubstummenlehrer Ottmar Junck und den Finanzrat Georg Pertsch erbaut. Einen zweiachsigen Mittelrisalit mit Zwerchhausgiebel und Giebeldreieck, flankiert auf beiden Seiten von zwei Fensterachsen, besitzt die Straßenfassade des zweigeschossigen Gebäudes. An beiden Seiten, die ebenfalls zweiachsige Risalite aufweisen, befinden sich Podesttreppen zu den Hauseingängen. |      |
| Bahnhofsplatz 8 (Standort) Mietshaus D-4-63-000-859              | Das Eckhaus an der späteren Kanalstraße, einem damaligen Flutgraben der Lauter, ließ sich 1873 der Kaufmann Fritz Hertha als Mietshaus in neuklassizistischem Stil errichten. Das Wohnhaus wurde 1897 um ein rückwärtiges, eingeschossiges Lagerhaus, 1906 um einen Verandaanbau und 1909 um einen Gartenpavillon erweitert. 1909 folgte eine Aufstockung und 1958 eine Vergrößerung des Lagerhauses. Das villenartige, dreigeschossige Gebäude besitzt einen behauenen Quadersockel auf dem eine verputzte Fassade, geschossweise gegliedert durch Gesimse, steht. Den oberen Abschluss bildet ein aufwändig dekoriertes Kranzgesims mit ornamentaler Behandlung des Architravs und der Konsolen. In den beiden Obergeschossen der Hauptfassade fassen Gebälke die beiden mittleren Fenster zu Zweiergruppen zusammen. |      |

## Bahnhofstraße
| Adresse              | |  |
| -------------------- | --- |  |
| Bahnhofstraße (Lage) | Die Bahnhofstraße wurde ab 1860 im Zuge des Bahnhofbaus als Kastanienallee angelegt. Ihren heutigen Charakter erhielt sie 1940/41, als die Kastanienbäume durch Ahornblättrige Platanen ersetzt wurden. Die Straße besitzt eine gerade Sichtachse zwischen dem Bahnhof und dem Rosenauschlösschen an der Allee, sowie der Veste. Auf etwa halber Strecke wird die Itz überquert. Hierzu diente bis 1959 die eiserne Hohenlohebrücke, die durch einen breiteren Stahlbetonneubau ersetzt wurde. Die Bahnhofstraße ist gesäumt von villenartigen, klassizisierenden Einzelhäusern mit vorgesetzten Gärten und von Mietshäusern in reicheren Stilformen. Das barockisierende Empfangsgebäude des Bahnhofs in der Lossaustraße 6 bildet den westlichen Abschluss der Straßenachse. |  |

| Adresse Bezeichnung Akten-Nr.                                        | Beschreibung | Foto |
| -------------------------------------------------------------------- | --- | ---- |
| Bahnhofstraße (Standort) Gartenskulptur D-4-63-000-51                | Neben der Itzbrücke befindet sich am Uferweg zur Mohrenstraße eine kleine Parkanlage, in der sich die 1908 von Ferdinand Lepcke geschaffene lebensgroße Bronzefigur der „Bogenspannerin“ befindet. Gegenüber der Figur steht in einer Nische, die sich an die Brückenbalustrade anschließt, eine Sitzbank mit steinernem Jugendstil-Papierkorb, der einen weit geöffneten Löwenrachen trug. Im Sockel erhalten ist die Inschrift „Papier“. |      |
| Bahnhofstraße 2 (Standort) Wohn- und Geschäftshaus D-4-63-000-32     | Im Jahre 1876 ließ sich der Kaufmann Eduard Hanft das schlichte spätklassizistische, dreigeschossige Wohnhaus mit Laden wohl vom Maurermeister Francke in die heutige Form umbauen. Die fünfachsige Fassade des traufständigen Bürgerhauses ist im Erdgeschoss massiv ausgebildet und weist dort fünf Segmentbögen auf, die beiden äußeren als Haus- beziehungsweise Ladentür ausgebildet. Die zwei schmucklosen Obergeschosse bestehen aus verputztem Fachwerk und die Fenster sind umrahmt. |      |
| Bahnhofstraße 3 (Standort) Gasthaus D-4-63-000-33                    | Den dreigeschossigen Satteldachbau errichtete 1860 der Baumeister Carl Brockardt klassizisierend ersatzweise im Zuge der neuen Bahnhofstraße für den Gastwirt Wilhelm Geuß. Das Mietswohnhaus beherbergt seitdem im Erdgeschoss eine Gaststätte, früher mit großem Biergarten, Wurstbraterei und Kegelbahn. Noch 1860 wurde das Wohnhaus an der Rückseite aufgestockt. 1867 folgte der Anbau eines Hintergebäudes und 1937 der Ausbau des Hofes mit einer zweischiffigen, rundholzgestützten Laube. Die Fassade ist durch ein profiliertes Rosettengesims oberhalb vom Erdgeschoss und ein Traufgesims mit Rundbogenfries gegliedert. Der Hauseingang ist rechts angeordnet. Die acht Fenster in den Obergeschossen sind in der Mitte zu einer Doppelgruppe zusammengefasst und seitlich zu Dreiergruppen.                                  |      |
| Bahnhofstraße 4 (Standort) Wohn- und Geschäftshaus D-4-63-000-34     | Das dreigeschossige Bürgerhaus erbaute 1773 Johann Erhard Wittig, dessen Sohn, der Bäcker Johann Wilhelm Wittig, es 1781 mit dem Nachbarhaus vereinigte. In der heutigen Form zeigt sich das Haus erst seit 1990 nach zahlreichen Um- und Anbauten, unter anderem durch A. König (1859) und Tobias Frommann (1866). |      |
| Bahnhofstraße 5 (Standort) Wohn- und Geschäftshaus D-4-63-000-35     | Das klassizistische Bürgerhaus hatte einen Vorgängerbau aus dem Jahr 1600, der in der ersten Hälfte des 19. Jahrhunderts einem Neubau weichen musste. 1884 versah ihn Georg Kempf mit einer neuklassizistischen Fassade und einem Ladeneinbau. |      |
| Bahnhofstraße 6 (Standort) Wohn- und Geschäftshaus D-4-63-000-36     | Von Carl Wetter und Reinhold Gräfe 1882 erbautes Eckhaus in Stil der Neurenaissance. Markantes Merkmal ist die einachsige, abgeschrägte Hauskante zur Straßenkreuzung hin. Zwei Risalite gliedern die Fassade zur Bahnhofstraße hin, einer durch einen Ziergiebel besonders betont. 1928 zog in das Erdgeschoss die Bahnhofsapotheke. |      |
| Bahnhofstraße 10/12 (Standort) Wohn- und Geschäftshaus D-4-63-000-38 | Ein gewaltiges, viergeschossiges Doppelanwesen mit Ladenzeile, das der in Hildburghausen ansässige Architekt August Berger aufgrund einer Baueingabeplanung des Baurates Carl Kleemann aus dem Jahre 1902, von 1910 bis 1913 abschnittsweise errichtete und in geometrischem Jugendstil in Einheit mit dem Haus Hintere Kreuzgasse 1 ausführte. Obwohl bis in die Neuzeit Umbauten stattfanden, ist für den Baukomplex charakteristisch, dass alle Flächen in Bewegung zu sein scheinen. Aufwändig sind selbst die Gebäudeseiten gestaltet. Während die Ostseite die Arkadenreihe des Erdgeschosses fortsetzt, wird die Westseite von einem Zwerchhausrisalit mit geschweiftem Spitzgiebel beherrscht. Die Treppenhäuser mit Pilaster-Wandvertäfelungen, Jugendstilgeländern und den ursprünglichen Wohnungstüren sind vorwiegend erhalten. |      |
| Bahnhofstraße 11 (Standort) Wohn- und Geschäftshaus D-4-63-000-39    | In dem neuklassizistischen, villenartigen Wohn- und Geschäftshaus, das 1867 von August Friedrich Franke als kubisches Wohnhaus erbaut wurde, richtete 1912 eine Bäckerei mit Cafégarten ein, in dem eine separate Backstube errichtet wurde. Die letzten Umbauten erfolgten 2001 durch den Einbau eines Fahrstuhls und den Ausbau des Mansardpyramidendachs mit Dachgauben. Der Backofen im Garten ist erhalten. |      |
| Bahnhofstraße 15 (Standort) Villa Sophia D-4-63-000-40               | Der Korbwarenfabrikant Leonhard Otto Gagel benannte sein 1905 von Paul Schaarschmidt erbautes Wohnhaus mit Eckerker und Fachwerkobergeschoss Villa Sophie nach seiner Frau. Das in seiner Fassadengestaltung etwas chaotisch wirkende Haus zeigt neben Jugendstilelementen auch solche des Historismus. Ein gewaltiger dreiachsiger Erker unter einem geschweiften Ziergiebel beherrscht die Straßenfront. |      |
| Bahnhofstraße 17 (Standort) Villa D-4-63-000-41                      | Carl Otto Leheis erbaute 1899 die Villa aus Ziegelmauerwerk mit reicher Sandsteingliederung im Stil des Neurokoko, in der er bis 1907 wohnte. Der 1861 im Zuge des Bahnhofbaus entstandene Vorgängerbau wurde abgerissen. Seinen repräsentativen Charakter erhielt das zweieinhalbgeschossige Gebäude durch an die frühen 1730er Jahre angelehnte Ornamente, Fensterrahmungen mit Pilastern, Schweifgiebel, Brüstungen, Ziergitterfelder, Masken, Puttenköpfe und zuletzt durch ein Gartentor mit auf die Pfeiler gesetzten Rocaillevasen. |      |
| Bahnhofstraße 18 (Standort) Augustenstift, Waisenhaus D-4-63-000-42  | 1861–63 errichtete Julius Martinet das neugotische Augustenstift, einen zweigeschossigen Satteldachbau mit einem beherrschenden Mittelrisaliten mit Laubwerkdekor und Treppengiebel. Das Institut zur „Versorgung armer verlassener Mädchen aus der hiesigen Stadt und dem hiesigen Land und Erziehung derselben zu brauchbaren Dienstboten, geschickten fleißigen Arbeiterinnen und guten Hausmüttern“ war benannt nach Auguste Caroline Sophie, der Gattin des Herzogs Franz Anton von Sachsen-Coburg-Saalfeld. |      |
| Bahnhofstraße 19 (Standort) Mietshaus D-4-63-000-43                  | Ein repräsentatives, dreigeschossiges Mietswohnhaus mit balkongeschmücktem Mittelrisalit und neuklassizistischem Dekor. Erbaut wurde es 1864 von Gustav Kübel mit einem französischen Garten, der das Anwesen umgab. Die Seiten des Gebäudes sind unterschiedlich ausgeführt: rechts durch einen flachen Mittelrisalit, links durch einen vom Erdgeschoss bis zum ersten Stockwerk reichenden Kastenerker mit reich ornamentiertem Säulendekor. |      |
| Bahnhofstraße 20 (Standort) Villa D-4-63-000-44                      | Die außergewöhnlich gestaltete Villa in gotisierenden Formen befindet sich in Ecklage zur Callenberger Straße. Sie wurde 1872 für die Schwestern Sophie, Christiane und Julie Eberbach erbaut. Die rundbogigen Fenster führen auf der rechten Frontseite um die abgeschrägte Häuserkante herum, akzentuiert an der Straßen- und Seitenfront jeweils durch einen Zwerchhausrisaliten, dessen Dreiecksgiebel von Pfeilern mit Zinnenabschluss gerahmt sind. Aus dem Risalit zur Callenberger Straße ragt betonend eine Veranda mit darüber liegendem Balkon hervor. |      |
| Bahnhofstraße 22 (Standort) Villa D-4-63-000-627                     | Die 1863 von Friedrich Francke erbaute kleine Villa in neuklassizistischem Historismus wurde bereits 1892 von Carl Kleemann aufgestockt. 1901 und 1904 erhielt das Haus Anbauten wie ein Treppenhaus mit einem französisch-renaissanceartig anmutendem Walmdach. |      |
| Bahnhofstraße 24 (Standort) Villa D-4-63-000-45                      | Diese zunächst eingeschossige Villa mit einem dominierenden Zwerchhausrisaliten wurde 1867 in neuklassizistischem Stil von Julius Martinet erbaut und 1915 von Johann Strobel reduziert-historisierend umgestaltet und um ein Stockwerk erhöht. |      |
| Bahnhofstraße 25 (Standort) Mietshaus D-4-63-000-46                  | 1906 von Christian Meyer erbautes Mietshaus im reduzierten Jugendstil mit einem das Wohnhaus beherrschenden Mansarddach mit korbbogigen Gauben. |      |
| Bahnhofstraße 26 (Standort) Villa D-4-63-000-47                      | Die Villa mit Zwerchhausrisalit erbaute Friedrich Francke 1862 in neuklassizistischem Stil. 1914, 1921 und 1935 erhielt das Gebäude Anbauten, zum Beispiel ein Rückgebäude mit Pferdestall auf Wunsch des Eigentümers, Otto Freiherr von Wangenheim. Im Inneren des Hauses sind die elegant geschwungene Treppe mit Marmorverkleidungen und die ursprünglichen Briefkästen erhalten. |      |
| Bahnhofstraße 27 (Standort) Mietshaus D-4-63-000-48                  | Dieses 1907 von Christian Meyer erbaute Haus ist baugleich mit Bahnhofstraße 25, war jedoch vorher fertiggestellt worden und ist mit ausgeprägteren Jugendstilelementen ausgestattet. |      |
| Bahnhofstraße 29 (Standort) Reliefplatten D-4-63-000-361             | Zwei Reliefplatten des abgebrochenen Ateliers des Coburger Theatermalers Friedrich Lütkemeyer (ehemals Kanalstraße 10), siehe Mohrenweg |      |
| Bahnhofstraße 36 (Standort) Mietshaus D-4-63-000-49                  | Eines der ausdruckvollsten Wohnhäuser des beginnenden 20. Jahrhunderts von Otto Leheis mit einer starken Sandsteingliederung und einem Stuckrelief des Hausherrn Freiherrn von Rast. Als Entrée in die nach ihm benannte Raststraße ist das im Stil des Neurokoko gehaltene Eckhaus äußerst verspielt dekoriert und wird über der abgeschrägten Ecke von einer eiförmigen Kuppel dominiert. |      |

## Bamberger Straße
| Adresse Bezeichnung Akten-Nr.                       | Beschreibung | Foto |
| --------------------------------------------------- | --- | ---- |
| Bamberger Straße (Lage)                             | Die Bamberger Straße verlängert die Goethestraße in Richtung Süden zur Weichengereuth (B4). Sie wurde 1935 als Arbeitsbeschaffungsmaßnahme gebaut. Einzige Altbebauung sind einige Gebäude des ehemaligen Gaswerks, heute Städtische Werke Überlandwerke Coburg (siehe auch Schillerplatz 1 und 3). |      |
| Bamberger Straße 2 (Standort) Brunnen D-4-63-000-52 | Das Verwaltungsgebäude in Ziegelbauweise mit Sandsteingliederung und polygonalem Erkerturm sowie einer nebenliegenden Werkstatt der Elektrizitätswerke Coburg erbaute 1903 bzw. 1922 Max Böhme im Stil des gotisierenden Historismus.                                                               |      |

## Baumschulenweg
| Adresse Bezeichnung Akten-Nr.                         | Beschreibung | Foto |
| ----------------------------------------------------- | --- | ---- |
| Baumschulenweg (Lage)                                 | 1829 bis 1891 befand sich an der Straße, die von der Hutstraße nach Wüstenahorn führte, eine Baumschule. Mit Beginn der Wohnungsbebauung hier 1925 erhielt die Straße dann den Namen Baumschulenweg. |      |
| Baumschulenweg 2 a (Standort) Wohnhaus D-4-63-000-626 | 1926 errichtetes zweigeschossiges Wohnhaus mit Walmdach als Kopfbau einer Wohnsiedlung für gehobene Beamte in Wüstenahorn. (siehe auch Jean-Paul-Weg 1–4)                                            |      |

## Bergstraße
| Adresse Bezeichnung Akten-Nr.                 | Beschreibung | Foto |
| --------------------------------------------- | --- | ---- |
| Bergstraße (Lage)                             | Die Bergstraße verbindet am Festungsberg die Obere Klinge mit dem Gustav-Freytag-Weg. An ihr liegen großzügige Parkgrundstücke mit zurückstehenden gründerzeitlichen Villen. |      |
| Bergstraße 4 (Standort) Villa D-4-63-000-861  | Hans Rothbart erbaute 1873 diese Villa in Ziegelbauweise mit Sandsteingliederungen im Stil eines englischen Landhauses mit einer angesetzten Laube mit durchbrochenen Sägearbeiten. Die Kassettendecke im Erdgeschoss und Buntglasfenster sind ebenfalls aus der Ursprungszeit erhalten. |      |
| Bergstraße 15 (Standort) Villa D-4-63-000-980 | Im Jahr 1872 ließ sich der ehemalige Konditor Lorenz Adam Fischer auf dem Gartengrundstück am Festungsberg ein kleines Landhaus vom Baumeister Bernhard Brockardt errichten. Nach häufigem Besitzerwechsel erwarb 1901 Alwin Hahn, Prokurist und späterer Direktor der Annawerke in Oeslau, das Anwesen. Das ursprüngliche Landhaus, heute den Mittelrisalit bildend, wurde aufgestockt und öfters erweitert. Der zweigeschossige, verputzte Fachwerkbau hat ein ausgebautes Dachgeschoss mit einem Satteldach auf einem Kniestock. Im ältesten Kellerteil sind gemauerte Tonnengewölbe vorhanden. |      |
| Bergstraße 20 (Standort) Villa D-4-63-000-628 | Die zweigeschossige Mansarddachvilla von Arthur Bergmann, 1926 im Heimatstil mit einem polygonalen Erker und einer zurückversetzten Hangterrasse erbaut, ist nahezu unverändert erhalten. |      |

## Blumenstraße
| Adresse Bezeichnung Akten-Nr.                    | Beschreibung | Foto |
| ------------------------------------------------ | --- | ---- |
| Blumenstraße (Lage)                              | 1893 wurde im Zuge der Entwicklung der Heilig-Kreuz-Vorstadt ein Feldweg, der von der Heiligkreuzstraße zur Lutherstraße führte, als Blumenstraße ausgebaut. |      |
| Blumenstraße 5 (Standort) Wohnhaus D-4-63-000-53 | Das dreigeschossige Wohnhaus mit Ziergiebel, Ziegelgefachen und Sandsteingliederung im Stil des reduzierten Historismus stammt aus dem Jahr 1902 und wurde von Hans Münscher für den Kaufmann Herrmann Schmidt gebaut. 1953 erfolgte die Beseitigung von Kriegsschäden an einem Anbau von 1910. |      |
| Blumenstraße 7 (Standort) Villa D-4-63-000-54    | Eingeschossige Villa mit der Renaissance entlehnten Gestaltungselementen mit zwei Ziergiebeln und zwei dominierenden polygonalen Ecktürmen, die 1912 an das 1891 erbaute Haus angesetzt wurden.                                                                                                 |      |